# NGC 4777
NGC 4777 est une galaxie spirale (intermédiaire ?) située dans la constellation de la Vierge. Sa vitesse par rapport au fond diffus cosmologique est de 3 859 ± 26 km/s, ce qui correspond à une distance de Hubble de 56,9 ± 4,0 Mpc (∼186 millions d'al). NGC 4777 a été découverte par l'astronome germano-britannique William Herschel en 1786.
La classe de luminosité de NGC 4777 est I et elle présente une large raie HI.
À ce jour, quatre mesures non basées sur le décalage vers le rouge (redshift) donnent une distance de 37,925 ± 2,704 Mpc (∼124 millions d'al), ce qui est à l'extérieur des valeurs de la distance de Hubble. Notons cependant que c'est avec la valeur moyenne des mesures indépendantes, lorsqu'elles existent, que la base de données NASA/IPAC calcule le diamètre d'une galaxie et qu'en conséquence le diamètre de NGC 4777 pourrait être d'environ 33,0 kpc (∼108 000 al) si on utilisait la distance de Hubble pour le calculer.